# Huldingen

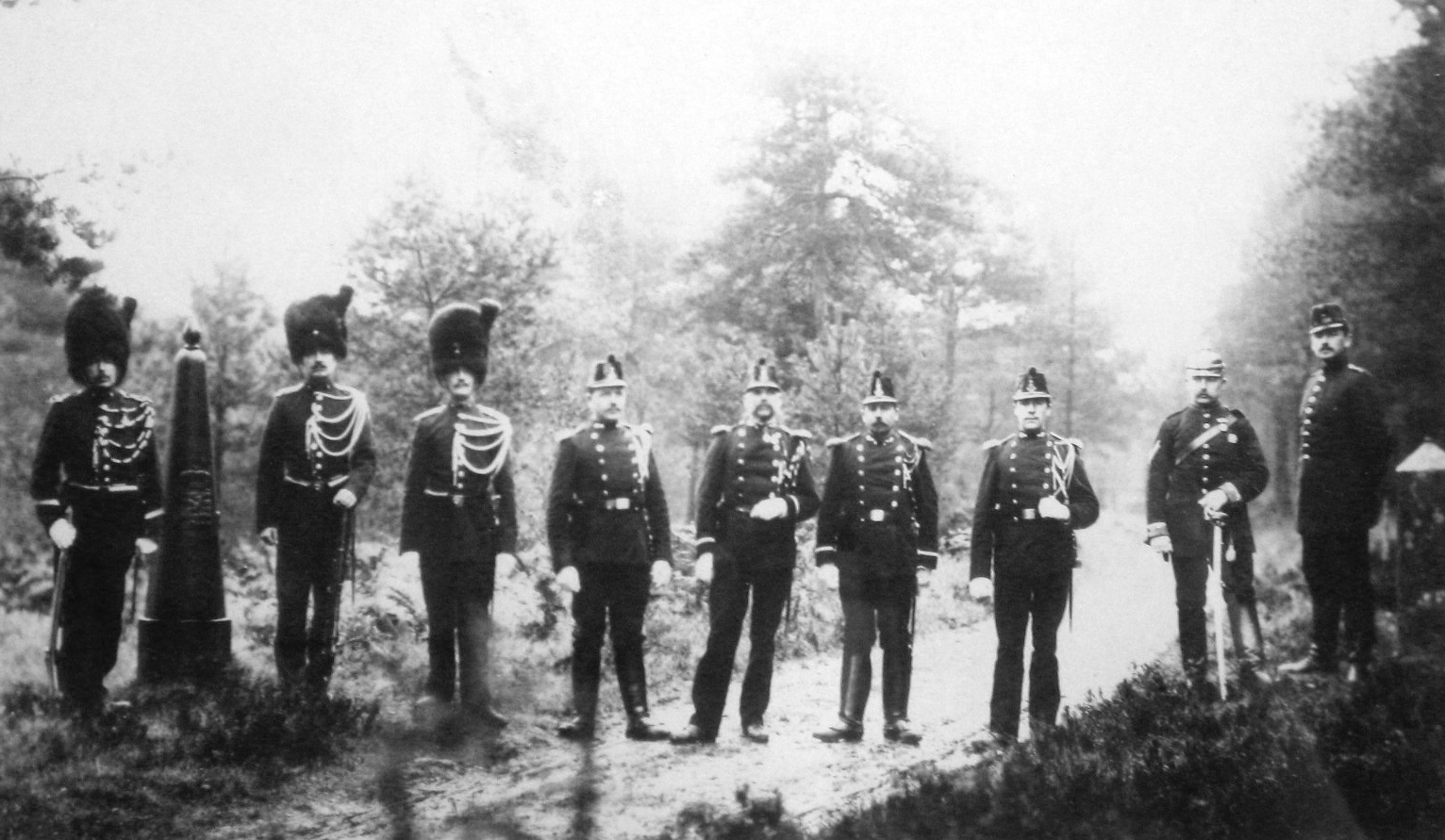

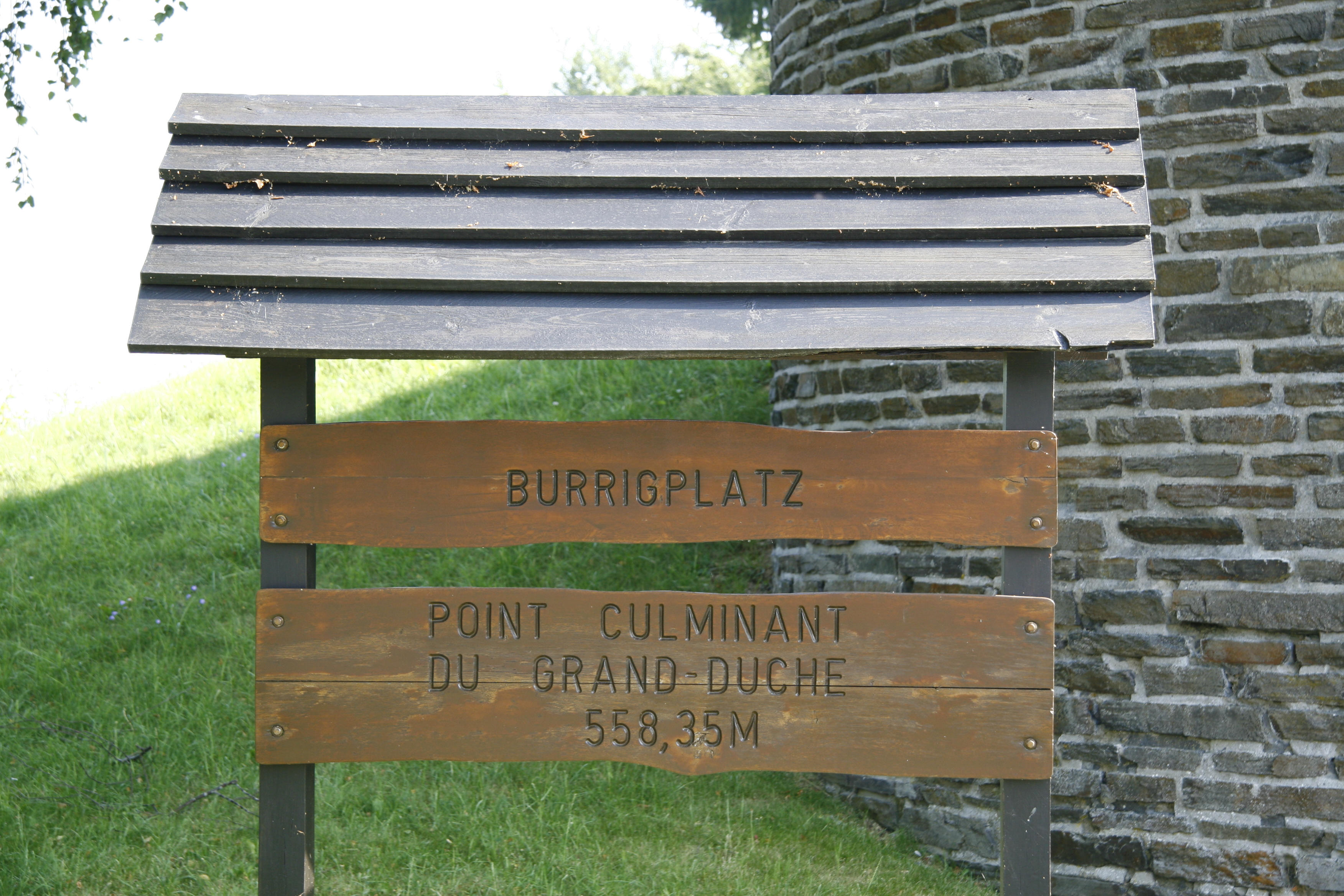

Huldingen (luxemburgisch Huldangⓘ, französisch Huldange) ist eine Ortschaft in der Gemeinde Ulflingen im Norden des Großherzogtums Luxemburg mit 351 Einwohnern. Bei Huldingen befindet sich mit dem Kneiff auf 560 m ü. NN und dem Burrigplatz auf 558 m ü. NN die beiden höchsten Erhebungen des Landes.

## Lage
Die Lage Huldingens in der Nähe der wichtigen Straße von Diekirch nach Stavelot brachte mit sich, dass allmählich kleine Handelsstellen dort entstanden. Von der Teilung Luxemburgs 1839 bis zum Anschluss Eupen-Malmedys an Belgien 1920 befand sich „auf der Schmiede“ (luxemburgisch Schmëtt, französisch Huldange Forge) das Dreiländereck, an dem Belgien, Preußen (bzw. ab 1871 das Deutsche Reich) und Luxemburg aufeinander trafen. 
 Nördlich von Huldingen befindet sich das Waldgebiet Gaessert.
Seit den 1970er Jahren hat der zunehmende Grenzverkehr zur Ansiedlung von größeren Geschäften und Tankstellen geführt. Seit Kurzem befindet sich in Schmëtt auf luxemburgischem Gebiet ein großes Einkaufszentrum „auf der grünen Wiese“, das sich vor allem an Kundschaft aus Belgien wendet.

## Geschichte
In der Geschichtsschreibung trat der Ort nur einmal hervor, als während des Dreißigjährigen Krieges die Einwohner 1647/48 von Weihnachten bis August vor den plündernden Soldaten in den Wäldern Zuflucht suchen mussten.

## Töchter und Söhne der Ortschaft
- Jean-Pierre Schmitz (1932–2017), Radrennfahrer